# La piedad
La piedad és una pel·lícula hispano-argentina del 2022 dirigida i escrita per Eduardo Casanova que protagonitza Ángela Molina i Manel Llunell com a Libertad i Mateo en una relació tòxica mare-fill. Ha estat catalogat de diverses maneres com un drama, "terror mare-fill", i comèdia negra. Mostra elements camp.

## Trama
Ambientat el 2011, la ficció es refereix a la tòxica relació mare-fill establerta entre Libertad (la mare) i Mateo (el fill), formulant una analogia amb la relació del govern de Corea del Nord amb la seva població. El vincle matern es trenca pel diagnòstic de càncer de Mateo.

## Repartiment
- Ángela Molina - Libertad[5]
- Manel Llunell - Mateo[5]
- Ana María Polvorosa[6]
- Antonio Durán "Morris"[6]
- María León[6]
- Daniel Freire[6]
- Songa Park[6]
- Alberto Jo Lee[6]
- Macarena Gómez[6]
- Meteora Fontana[6]

## Producció
Ana Belén va ser l'elecció original del repartiment per al paper de Libertad, però finalment va ser substituïda per Ángela Molina a causa dels compromisos escènics de la primera. Coproducció hispano-argentina, la pel·lícula va ser produïda per Pokeepsie Films, Gente Seria AIE, Spal Films, Link-up i Crudo Films. El rodatge va començar el 27 de setembre de 2021. Els exteriors es rodaren a Madrid i Andalusia. Va ser rodat amb diàlegs en castellà i coreà.

## Estrena
La pel·lícula es va estrenar al 56è Festival Internacional de Cinema de Karlovy Vary el 3 de juliol de 2022, projectaDA com a part de la programació "Pròxima". També es va projectar al 26è Festival Internacional de Cinema Fantàstic de Bucheon (BiFan). Més tard va ser seleccionat per al Fantasia International Film Festival. Es va estrenar als Estats Units al Fantastic Fest i va formar part de la secció oficial del LV Festival Internacional de Cinema Fantàstic de Catalunya. Distribuïda per Barton Films, es va estrenar en cinemes a Espanya el 13 de gener de 2023.

## Recepció
Mary Beth McAndrews de Dread Central va puntuar la pel·lícula amb 4 estrelles sobre 5, i va valorar que Casanova aconsegueix lliurar "un missatge inquietantment rellevant i intrínsecament queer sobre les relacions entre mare i fill".
J. Hurtado de Screen Anarchy va escriure que "tragicòmica fins a un extrem potser només comparable a la millor obra de Todd Solondz", la pel·lícula és "magníficament vulgar i impactant, una pel·lícula que atrau de molts per crear alguna cosa absolutament única".

## Premis
| Any  | Premi                                                       | Categoria                                                         | Nominat                                                           | Resultat  | Ref           |
| ---- | ----------------------------------------------------------- | ----------------------------------------------------------------- | ----------------------------------------------------------------- | --------- | ------------- |
| 2022 | 56è Festival Internacional de Cinema de Karlovy Vary        | Premi Especial del Jurat Pròxima                                  | Premi Especial del Jurat Pròxima                                  | Guanyador | [ 16 ]        |
| 2022 | 26è Fantasia International Film Festival                    | Premi de Plata del Públic a la Millor Llargmetratge Internacional | Premi de Plata del Públic a la Millor Llargmetratge Internacional | Guanyador | [ 17 ]        |
| 2022 | 17è Fantastic Fest                                          | Millor pel·lícula (Competició oficial)                            | Millor pel·lícula (Competició oficial)                            | Guanyador | [ 18 ]        |
| 2023 | X Premis Feroz                                              | Premi Arrebato (Ficció)                                           | Premi Arrebato (Ficció)                                           | Guanyador | [ 19 ]        |
| 2023 | 30è Festival international du film fantastique de Gérardmer | Gran Premi                                                        | Gran Premi                                                        | Guanyador | [ 20 ]        |
| 2023 | 30è Festival international du film fantastique de Gérardmer | Premi del Jurat Jove                                              | Premi del Jurat Jove                                              | Guanyador | [ 20 ]        |
| 2023 | 30è Festival international du film fantastique de Gérardmer | Premi del Públic                                                  | Premi del Públic                                                  | Guanyador | [ 20 ]        |
| 2023 | II Premis Carmen                                            | Millor actriu                                                     | Ángela Molina                                                     | Nominat   | [ 21 ] [ 22 ] |
| 2023 | XXXVII Premis Goya                                          | Millor direcció artística                                         | Melanie Antón                                                     | Nominat   | [ 23 ]        |
| 2023 | XXXVII Premis Goya                                          | Millor vestuari                                                   | Suevia Sampelayo                                                  | Nominat   | [ 23 ]        |
| 2023 | XXXVII Premis Goya                                          | Millor maquillatge i perruqueria                                  | Sarai Rodríguez, Raquel González, Óscar del Monte                 | Nominat   | [ 23 ]        |